# Edwardsville (Illinois)
Edwardsville ist die drittälteste Stadt des US-Bundesstaates Illinois.
Ihre Einwohnerzahl beträgt 26.808 (Volkszählung 2020). Sie liegt 29 Kilometer in Southern Illinois, nordöstlich der Stadt St. Louis in der Metro-East, dem östlichen Teil der Metropolregion Greater St. Louis. Edwardsville gehört zu St. Louis Metropolitan Statistical Area und ist Verwaltungssitz (County Seat) des Madison County. Die Southern Illinois University Edwardsville ist eine staatliche Universität der Stadt.

## Geographie
Nach den Angaben des United States Census Bureau aus dem Jahr 2010 hat die City eine Gesamtfläche von 52,2 km², wovon 50,7 km² auf Land und 1,6 km² (= 2,97 %) auf Gewässer entfallen.
Durch die Stadt verliefen einst mehrere Bahnstrecken der Chicago and North Western Railway und der Norfolk and Western Railroad. Im östlichen Teil des Stadtgebietes liegt der Dunlop Lake, der vom Mooney Creek entwässert wird. Dieser mündet nördlich der Stadt in den Cahokia Creek, und somit liegen Edwardsville und Umgebung im Einzugsgebiet des Mississippi River. Die State Routes 143, 157 und 159 kreuzen sich an der Kreuzung der in Ost-West-Richtung verlaufenden Vandalia Street mit der in Nord-Süd-Richtung verlaufende Main Street, doch ist das Straßennetz unregelmäßig und auch nicht nach Norden ausgerichtet. Die Interstate 55 verläuft östlich außerhalb des Stadtgebietes, etwa fünf Kilometer vom Zentrum entfernt. Südlich von Edwardsville dient die Interstate 270 als Verbindung zur I-55 und zur Interstate 70, die westlich von Edwardsville in Nord-Süd-Richtung verlaufende Illinois State Route 255 führt südwärts zur Interstate 255.

## Geschichte
Edwardsville wurde ursprünglich 1818 inkorporiert und ist so die drittälteste City in Illinois. Der erste Siedler europäischer Abstammung war der 1805 angekommene Thomas Kirkpatrick, der dann die Siedlung anlegte und als Friedensrichter diente. Er benannte den Ort nach seinem Bekannten, Ninian Edwards, dem damaligen Territorialgouverneur des erst 1818 gegründeten Bundesstaates Illinois.
Das Postamt eröffnete am 21. November 1821. 1890 entschied sich der Industrielle N.O. Nelson aus St. Louis für ein Stück land südlich von Edwardsville, um eine Armaturenfabrik zu bauen und errichtete die Werkssiedlung Leclaire, die nach dem französischen Ökonomen Edme-Jean Leclaire benannt ist. Im Gegensatz zu anderen Fabriksiedlungen wie etwa Pullman bei Chicago, wurde in dieser Fabriksiedlung Wert darauf gelegt, dass die hier lebenden Arbeiter und deren Familien zu Wohlstand und Lebensqualität gelangen.
1934 wurde Leclaire in die City of Edwardsville eingemeindet. Das Viertel verfügt über einen Park mit einem See, ein Baseballspielfeld und das Edwardsville Children’s Museum im früheren Schulhaus. Verschiedene Gebäude der Fabrik, die Nelson gegründet hat, wurden renoviert und umgebaut zum N. O. Nelson Campus des Lewis and Clark Community College. Das Viertel wurde als historischer Distrikt in das National Register of Historic Places aufgenommen.
Im Jahr 1983 wurde auch Edwardsvilles historische Saint Louis Street in das National Register of Historic Places aufgenommen. Die Anfänge dieses Bereiches der Stadt gehen zurück auf das Jahr 1809. Dieser historische Distrikt umfasst etwa 50 Wohnhäuser auf einer Länge von rund einer Meile, die zwischen der Mitte des 19. Jahrhunderts und den Anfangsjahren des 20. Jahrhunderts entstanden. Der Schutz und die Erhaltung der Saint Louis Street unterliegt der Aufsicht der Historic Saint Louis Street Association.
Fünf Gouverneure von Illinois wohnten in Edwardsville: außer dem bereits erwähnten Ninian Edwards, der 1809 Territorialgouverneur wurde und 1826 bis 1830 das Amt des Gouverneurs innehatte, waren dies der 1822 zum Gouverneur gewählte Gegner der Sklaverei Edward Coles, der in Pennsylvania geborene und von 1830 bis 1834 amtierende John Reynolds, der 1842 bis 1846 amtierende Thomas Ford sowie Charles Deneen, der von 1909  bis 1913 Gouverneur des Bundesstaates war.
Der künftige Präsident Abraham Lincoln hielt sich zweimal in Edwardsville auf, einmal als Anwalt in dem 1814 erbauten Courthouse und am 11. September 1858 als Redner vor dem 1857 gebauten Courthouse. Das heutige Gerichtsgebäude ist ein quadratischer vierstöckiger neoklassizistischer Bau mit einer Fassade aus weißem Marmor mit einem sechsstöckigen Hinterbau und wurde in den Jahren 1913–1915 errichtet. Der frühere Präsident Bill Clinton hielt am 30. Januar 2008 im Dunham Theater der Universität eine Rede im Vorwahlkampf seiner Frau Hillary Clinton.
Am 10. Dezember 2021 wurde die Stadt von schweren Tornados getroffen. In einem Verteilzentrum des Onlinehändlers Amazon kam es bei einem Dacheinsturz zu mehreren Todesopfern.

## Medien
In Edwardsville erscheinen die werktäglich herausgegebene Tageszeitung Edwardsville Intelligencer und die mittwochs erscheinende Wochenzeitung The Edwardsville Journal. WSIE-FM auf 88,7 MHz ist die Radiostation der Southern Illinois University Edwardsville. Empfangbar sind außerdem die meisten Radiosender aus St. Louis, Missouri.

## Söhne und Töchter der Stadt
- Hedy Burress (* 1973), Schauspielerin
- Charles S. Deneen (1863–1940), Politiker, von 1905 bis 1913 der 25. Gouverneur von Illinois
- Billie Poole (1929–2005), Jazz- und Bluessängerin